# Chlorotabanus mexicanus
Chlorotabanus mexicanus är en tvåvingeart som först beskrevs av Carl von Linné 1758.  Chlorotabanus mexicanus ingår i släktet Chlorotabanus och familjen bromsar. Inga underarter finns listade i Catalogue of Life.